# Агрегатне заміщення
Агрегатне заміщення (рос. агрегатное замещение, англ. aggregating substitution) — перетворення, в якому ідентичні відхідні групи (Х) кожної з двох або більше молекулярних частинок (АХ) субстрату заміщуються одною мультивалентною вхідною групою (Y, Z) з утворенням продукту, де всі залишкові частини від молекулярних частинок субстрату є еквівалентними.
2A–X → A2Y
3A–X → A3Z
Вони можуть називатися як «AY-де-X-заміщення» та «A2Z-де-X-заміщення».
В номенклатурі, що відбиває симетричність творених продуктів, назви включають: назву вхідної групи, склад «-де-», назву відхідної групи з показником числа молекулярних частинок субстрату (ди-, три-, тетра-), суфікс «агре-заміщення».
Приклади й назви.
- а) О-Метилен-де-дигідро-агре-заміщення

2С2Н5ОН → (С2Н5О)2СН2
- б) Перокси-де-дибромо-агре-заміщення

2СН3Br → СН3–O–O– СН3
- в) S-Метантетраіл-де-тетрагідро-агре-заміщення

4PhSH → (PhS)4C